# Flughafen Brač

i7
i11
i13
Flughafen Brač (kroat. Zračna luka Brač, IATA-Code: BWK, ICAO-Code: LDSB) ist der Flughafen der kroatischen Insel Brač und liegt nahe dem Ort Bol, nach welchem der Flughafen auch hin und wieder benannt ist. Der Flughafen Brač ist neben den Flughäfen Rijeka und Mali Lošinj einer von drei kroatischen Inselflughäfen, die für kommerziellen Flugverkehr lizenziert sind.

## Geografie
Der Flughafen befindet sich auf einer zentralen Hochebene auf der mitteldalmatinischen Insel Brač 29 km südöstlich der Stadt Supetar (Fähre von/nach Split) und 20 km westlich von Sumartin (Fähre von/nach Makarska) an der Landstraße 115. Der Strand Zlatni Rat (Goldenes Horn), einer der beliebtesten und besten Strände Europas, befindet sich 14 km südlich.

## Geschichte
Der Flughafen Brač wurde am 22. Mai 1993 eröffnet. Das aktuelle Terminalgebäude stammt aus dem Jahr 2007.
Von 2016 bis 2017 wurde die Start- und Landebahn von 1440 auf 1760 Meter verlängert, dadurch können nun Flugzeuge bis ca. 150 Sitzen der Typen Airbus A319, Airbus A220 und Embraer 195 den Flughafen nutzen.
Die zweite Phase der Start- und Landebahnverlängerung sieht einen Ausbau von 1760 auf 2350 Meter bis Juni 2018 vor. Somit werden auch Flugzeugtypen wie Airbus A320 und Boeing 737-800 ohne Einschränkungen abgefertigt werden können.

## Flüge und Ziele
Der Flughafen ist zwar ganzjährig geöffnet, wird jedoch lediglich saisonal im Sommer durch kommerziellen Flugverkehr bedient.
| Fluggesellschaft     | Flugziele                                                |
| -------------------- | -------------------------------------------------------- |
| Croatia Airlines     | Saisonal: Zagreb Saisonal Charter:Graz                   |
| Czech Airlines       | Saisonal Charter: Innsbruck, Linz, Wien                  |
| Goldeckflug          | Saisonal Charter: Wiener Neustadt                        |
| TUI Airlines Belgium | Saisonal: Brüssel, Rotterdam Saisonal Charter: Deauville |
| SkyAlps              | Saisonal: Bozen                                          |